# تولي جنسن
تولي جنسن (بالإنجليزية: Tully Jensen)‏ هي عارضة وممثلة أمريكية، ولدت في 2 ديسمبر 1963 في الولايات المتحدة.

## وصلات خارجية
- تولي جنسن على موقع IMDb (الإنجليزية)
- تولي جنسن على موقع قاعدة بيانات الفيلم (الإنجليزية)
- تولي جنسن على موقع دليل عارضات الأزياء (الإنجليزية)